# Raspberry Pi OS
Raspberry Pi OS (fino a maggio 2020, Raspbian) è un sistema operativo basato sulle distribuzioni ufficiali di Debian per l'Architettura ARM, adattato per l'utilizzo su Raspberry Pi.

## Storia
Il 19 febbraio 2012 la Raspberry Pi Foundation mise a disposizione un proof of concept di un'immagine disco caricabile su SD Card per produrre un sistema operativo preliminare. L'immagine si basava su Debian 6.0 (Squeeze), con LXDE come desktop environment e Midori come browser e conteneva vari strumenti di programmazione. L'immagine poteva anche girare sull'emulatore QEMU, permettendo di emulare Raspberry Pi su varie altre piattaforme. Nel luglio del 2012 la Raspberry Pi Foundation promosse lo sviluppo di una particolare versione di un sistema operativo denominato Raspbian concepito per il Raspberry Pi e basato su Debian. Parallelamente dalla prima venne promosso lo sviluppo di una particolare versione del primo, chiamato RetroPie perché dedicato al retrogaming, poiché includeva diversi emulatori di varie console ed home computer. La fondazione pubblicò nello stesso anno anche un sistema operativo basato su Fedora e una versione di Arch Linux. A partire dal 28 maggio 2020, la fondazione ha deciso di cambiare il nome in "RaspBerry Pi Os".

## Caratteristiche
Rispetto a Debian, tra le note più importanti si trova la modifica dell'interfaccia grafica da GDM3 a LightDM, che consente di alleggerire il carico della CPU nell'esecuzione del sistema. Oltre a questo si trova l'aggiunta in APT di alcuni repository, ufficiali e non, contenenti quasi tutti i pacchetti ricompilati nella corretta architettura. Viene inoltre aggiunto il logo del progetto, un lampone, sia come sfondo del desktop che come contorno della shell durante il caricamento del sistema.
Similmente a Debian non é previsto uno strumento per l'avanzamento automatico di versione, tuttavia è possibile modificare i files
```
/etc/apt/sources.list
```

e 
```
/etc/apt/sources.list.d/raspi.list
```

sostituendo il nome in codice della versione successiva.

## Configurazione
In Raspbian è integrato raspi-config, uno strumento ad interfaccia a riga di comando per gestire in modo accessibile agli utenti varie configurazioni, quali il cambio della password, della lingua, della configurazione della tastiera e del metodo di avvio.

## Versioni
Raspberry Pi OS è rilasciato in tre versioni:
- Raspberry Pi OS Lite (32-bit & 64-bit)
- Raspberry Pi OS versione desktop (32-bit & 64-bit)
- Raspberry Pi OS versione desktop con software raccomandato (32-bit)

Sono inoltre supportate due versioni legacy:
- Raspberry Pi OS Lite (Legacy) (32-bit)
- Raspberry Pi OS (Legacy) versione desktop (32-bit)

Raspberry Pi OS Lite è la versione più leggera e non include alcun ambiente desktop. La versione desktop include l'ambiente grafico PIXEL (Pi Improved Xwindows Environment, Lightweight). Raspberry Pi OS versione desktop con software raccomandato mette a disposizione, oltre a Pixel, una serie di software aggiuntivi come ad esempio Libre Office.
Il 2 dicembre 2021 la Raspberry Pi Foundation ha rilasciato Raspberry Pi OS (Legacy). Un ramo del sistema operativo basato sulla precedente Debian Buster ma che continua a ricevere aggiornamenti di sicurezza e supporto per la compatibilità hardware.
Tutte le versioni sono distribuite come file immagine con estensione .IMG destinato ad essere scritto su card MicroSD dalla quale avviare Raspberry Pi OS. Nel marzo 2020, la Raspberry Pi Foundation, ha rilasciato Raspberry Pi Imager , un programma per l'installazione dei sistemi operativi su scheda MicroSD personalizzato per il sistema operativo Raspberry Pi OS e altri tra cui RetroPie e Kodi.
La documentazione ufficiale di Raspberry Pi raccomanda almeno una card microSD da 4 GB per Raspberry Pi OS Lite e una microSD da almeno 8GiB per le altre versioni del sistema operativo.

## Rilasci
| Data Rilascio | Versione Debian | Linux (kernel) | GCC    | APT       | Server X | Pi 1/1+ | Pi 2 | Pi 3 | Pi Zero W | Pi 3+ | Pi 4 | Pi Zero 2 W | Pi 5 |
| ------------- | --------------- | -------------- | ------ | --------- | -------- | ------- | ---- | ---- | --------- | ----- | ---- | ----------- | ---- |
| 27-09-2013    | 7 (Wheezy)      | 3.6            | 4.7.2  | 0.9.7     | 7.7      | Yes     | No   | No   | No        | No    | No   | No          | No   |
| 07-10-2013    | 7 (Wheezy)      | 3.6            | 4.7.2  | 0.9.7     | 7.7      | Yes     | No   | No   | No        | No    | No   | No          | No   |
| 24-12-2013    | 7 (Wheezy)      | 3.10           | 4.7.2  | 0.9.7     | 7.7      | Yes     | No   | No   | No        | No    | No   | No          | No   |
| 09-01-2014    | 7 (Wheezy)      | 3.10           | 4.7.2  | 0.9.7     | 7.7      | Yes     | No   | No   | No        | No    | No   | No          | No   |
| 22-06-2014    | 7 (Wheezy)      | 3.12           | 4.7.2  | 0.9.7     | 7.7      | Yes     | No   | No   | No        | No    | No   | No          | No   |
| 08-07-2014    | 7 (Wheezy)      | 3.12           | 4.7.2  | 0.9.7     | 7.7      | Yes     | No   | No   | No        | No    | No   | No          | No   |
| 12-09-2014    | 7 (Wheezy)      | 3.12           | 4.7.2  | 0.9.7     | 7.7      | Yes     | No   | No   | No        | No    | No   | No          | No   |
| 08-10-2014    | 7 (Wheezy)      | 3.12           | 4.7.2  | 0.9.7     | 7.7      | Yes     | No   | No   | No        | No    | No   | No          | No   |
| 25-12-2014    | 7 (Wheezy)      | 3.12           | 4.7.2  | 0.9.7     | 7.7      | Yes     | No   | No   | No        | No    | No   | No          | No   |
| 02-02-2015    | 7 (Wheezy)      | 3.18           | 4.7.2  | 0.9.7     | 7.7      | Yes     | Yes  | No   | No        | No    | No   | No          | No   |
| 17-02-2015    | 7 (Wheezy)      | 3.18           | 4.7.2  | 0.9.7     | 7.7      | Yes     | Yes  | No   | No        | No    | No   | No          | No   |
| 18-02-2015    | 7 (Wheezy)      | 3.18           | 4.7.2  | 0.9.7     | 7.7      | Yes     | Yes  | No   | No        | No    | No   | No          | No   |
| 07-05-2015    | 7 (Wheezy)      | 3.18           | 4.7.2  | 0.9.7     | 7.7      | Yes     | Yes  | No   | No        | No    | No   | No          | No   |
| 12-05-2015    | 7 (Wheezy)      | 3.18           | 4.7.2  | 0.9.7     | 7.7      | Yes     | Yes  | No   | No        | No    | No   | No          | No   |
| 29-09-2015    | 8 (Jessie)      | 4.1            | 4.9    | 1.0.9.8.1 | 7.7      | Yes     | Yes  | No   | No        | No    | No   | No          | No   |
| 24-11-2015    | 8 (Jessie)      | 4.1            | 4.9    | 1.0.9.8.1 | 7.7      | Yes     | Yes  | No   | No        | No    | No   | No          | No   |
| 08-02-2016    | 8 (Jessie)      | 4.1            | 4.9    | 1.0.9.8.1 | 7.7      | Yes     | Yes  | No   | No        | No    | No   | No          | No   |
| 09-02-2016    | 8 (Jessie)      | 4.1            | 4.9    | 1.0.9.8.1 | 7.7      | Yes     | Yes  | No   | No        | No    | No   | No          | No   |
| 29-02-2016    | 8 (Jessie)      | 4.1            | 4.9    | 1.0.9.8.1 | 7.7      | Yes     | Yes  | Yes  | No        | No    | No   | No          | No   |
| 18-03-2016    | 8 (Jessie)      | 4.1            | 4.9    | 1.0.9.8.1 | 7.7      | Yes     | Yes  | Yes  | No        | No    | No   | No          | No   |
| 13-05-2016    | 8 (Jessie)      | 4.4            | 4.9    | 1.0.9.8.1 | 7.7      | Yes     | Yes  | Yes  | No        | No    | No   | No          | No   |
| 31-05-2016    | 8 (Jessie)      | 4.4            | 4.9    | 1.0.9.8.1 | 7.7      | Yes     | Yes  | Yes  | No        | No    | No   | No          | No   |
| 28-09-2016    | 8 (Jessie)      | 4.4            | 4.9    | 1.0.9.8.1 | 7.7      | Yes     | Yes  | Yes  | No        | No    | No   | No          | No   |
| 29-11-2016    | 8 (Jessie)      | 4.4            | 4.9    | 1.0.9.8.1 | 7.7      | Yes     | Yes  | Yes  | No        | No    | No   | No          | No   |
| 27-02-2017    | 8 (Jessie)      | 4.9            | 4.9    | 1.0.9.8.1 | 7.7      | Yes     | Yes  | Yes  | No        | No    | No   | No          | No   |
| 03-03-2017    | 8 (Jessie)      | 4.9            | 4.9    | 1.0.9.8.1 | 7.7      | Yes     | Yes  | Yes  | Yes       | No    | No   | No          | No   |
| 10-04-2017    | 8 (Jessie)      | 4.9            | 4.9    | 1.0.9.8.1 | 7.7      | Yes     | Yes  | Yes  | Yes       | No    | No   | No          | No   |
| 2017-06-23    | 8 (Jessie)      | 4.9            | 4.9    | 1.0.9.8.1 | 7.7      | Yes     | Yes  | Yes  | Yes       | No    | No   | No          | No   |
| 05-07-2017    | 8 (Jessie)      | 4.9            | 4.9    | 1.0.9.8.1 | 7.7      | Yes     | Yes  | Yes  | Yes       | No    | No   | No          | No   |
| 17-08-2017    | 9 (Stretch)     | 4.9            | 6.3    | 1.4.6     | 7.7      | Yes     | Yes  | Yes  | Yes       | No    | No   | No          | No   |
| 08-09-2017    | 9 (Stretch)     | 4.9            | 6.3    | 1.4.6     | 7.7      | Yes     | Yes  | Yes  | Yes       | No    | No   | No          | No   |
| 29-11-2017    | 9 (Stretch)     | 4.9            | 6.3    | 1.4.6     | 7.7      | Yes     | Yes  | Yes  | Yes       | No    | No   | No          | No   |
| 13-03-2018    | 9 (Stretch)     | 4.9            | 6.3    | 1.4.6     | 7.7      | Yes     | Yes  | Yes  | Yes       | No    | No   | No          | No   |
| 18-04-2018    | 9 (Stretch)     | 4.14           | 6.3    | 1.4.8     | 7.7      | Yes     | Yes  | Yes  | Yes       | Yes   | No   | No          | No   |
| 29-06-2018    | 9 (Stretch)     | 4.14           | 6.3    | 1.4.8     | 7.7      | Yes     | Yes  | Yes  | Yes       | Yes   | No   | No          | No   |
| 09-10-2018    | 9 (Stretch)     | 4.14           | 6.3    | 1.4.8     | 7.7      | Yes     | Yes  | Yes  | Yes       | Yes   | No   | No          | No   |
| 13-11-2018    | 9 (Stretch)     | 4.14           | 6.3    | 1.4.8     | 7.7      | Yes     | Yes  | Yes  | Yes       | Yes   | No   | No          | No   |
| 08-04-2019    | 9 (Stretch)     | 4.14           | 6.3    | 1.4.9     | 7.7      | Yes     | Yes  | Yes  | Yes       | Yes   | No   | No          | No   |
| 24-06-2019    | 10 (Buster)     | 4.19           | 8.3    | 1.8.2     | 7.7      | Yes     | Yes  | Yes  | Yes       | Yes   | Yes  | No          | No   |
| 10-07-2019    | 10 (Buster)     | 4.19           | 8.3    | 1.8.2     | 7.7      | Yes     | Yes  | Yes  | Yes       | Yes   | Yes  | No          | No   |
| 2019-09-30    | 10 (Buster)     | 4.19           | 8.3    | 1.8.2     | 7.7      | Yes     | Yes  | Yes  | Yes       | Yes   | Yes  | No          | No   |
| 07-02-2020    | 10 (Buster)     | 4.19           | 8.3    | 1.8.2     | 7.7      | Yes     | Yes  | Yes  | Yes       | Yes   | Yes  | No          | No   |
| 14-02-2020    | 10 (Buster)     | 4.19           | 8.3    | 1.8.2     | 7.7      | Yes     | Yes  | Yes  | Yes       | Yes   | Yes  | No          | No   |
| 27-05-2020    | 10 (Buster)     | 4.19           | 8.3    | 1.8.2     | 7.7      | Yes     | Yes  | Yes  | Yes       | Yes   | Yes  | No          | No   |
| 20-08-2020    | 10 (Buster)     | 5.4.51         | 8.3    | 1.8.2     | 7.7      | Yes     | Yes  | Yes  | Yes       | Yes   | Yes  | No          | No   |
| 02-12-2020    | 10 (Buster)     | 5.4.79         | 8.3    | 1.8.2.1   | 7.7      | Yes     | Yes  | Yes  | Yes       | Yes   | Yes  | No          | No   |
| 11-01-2021    | 10 (Buster)     | 5.4.83         | 8.3    | 1.8.2.2   | 7.7      | Yes     | Yes  | Yes  | Yes       | Yes   | Yes  | No          | No   |
| 04-03-2021    | 10 (Buster)     | 5.10.17        | 8.3    | 1.8.2.2   | 7.7      | Yes     | Yes  | Yes  | Yes       | Yes   | Yes  | No          | No   |
| 07-05-2021    | 10 (Buster)     | 5.10.17        | 8.3    | 1.8.2.3   | 7.7      | Yes     | Yes  | Yes  | Yes       | Yes   | Yes  | Yes         | No   |
| 30-10-2021    | 10 (Buster)     | 5.10.63        | 8.3    | 1.8.2.3   | 7.7      | Yes     | Yes  | Yes  | Yes       | Yes   | Yes  | Yes         | No   |
| 03-12-2021    | 11 (Bullseye)   | 5.10.63        | 10.2.1 | 2.2.4     | 1.20.11  | Yes     | Yes  | Yes  | Yes       | Yes   | Yes  | Yes         | No   |
| 28-01-2022    | 11 (Bullseye)   | 5.10.92        | 10.2.1 | 2.2.4     | 1.20.11  | Yes     | Yes  | Yes  | Yes       | Yes   | Yes  | Yes         | No   |
| 08-03-2022    | 11 (Bullseye)   | 5.10.103       | 10.2.1 | 2.2.4     | 1.20.11  | Yes     | Yes  | Yes  | Yes       | Yes   | Yes  | Yes         | No   |
| 04-04-2022    | 11 (Bullseye)   | 5.15.30        | 10.2.1 | 2.2.4     | 1.20.11  | Yes     | Yes  | Yes  | Yes       | Yes   | Yes  | Yes         | No   |
| 06-09-2022    | 11 (Bullseye)   | 5.15.61        | 10.2.1 | 2.2.4     | 1.20.11  | Yes     | Yes  | Yes  | Yes       | Yes   | Yes  | Yes         | No   |
| 22-09-2022    | 11 (Bullseye)   | 5.15.61        | 10.2.1 | 2.2.4     | 1.20.11  | Yes     | Yes  | Yes  | Yes       | Yes   | Yes  | Yes         | No   |
| 21-02-2023    | 11 (Bullseye)   | 5.15.84        | 10.2.1 | 2.2.4     | 1.20.11  | Yes     | Yes  | Yes  | Yes       | Yes   | Yes  | Yes         | No   |
| 03-05-2023    | 11 (Bullseye)   | 6.1.21         | 10.2.1 | 2.2.4     | 1.20.11  | Yes     | Yes  | Yes  | Yes       | Yes   | Yes  | Yes         | No   |
| 05-12-2023    | 11 (Bullseye)   | 6.1.21         | 10.2.1 | 2.2.4     | 1.20.11  | Yes     | Yes  | Yes  | Yes       | Yes   | Yes  | Yes         | No   |
| 12-03-2024    | 11 (Bullseye)   | 6.1.21         | 10.2.1 | 2.2.4     | 1.20.11  | Yes     | Yes  | Yes  | Yes       | Yes   | Yes  | Yes         | No   |
| 10-10-2023    | 12 (Bookworm)   | 6.1.21         | 12.2.0 | 2.6.1     | 1.21.1   | Yes     | Yes  | Yes  | Yes       | Yes   | Yes  | Yes         | Yes  |
| 05-12-2023    | 12 (Bookworm)   | 6.1.69         | 12.2.4 | 2.6.1     | 1.21.1   | Yes     | Yes  | Yes  | Yes       | Yes   | Yes  | Yes         | Yes  |
| 15-03-2024    | 12 (Bookworm)   | 6.6.20         | 12.2.0 | 2.6.1     | 1.21.1.7 | Yes     | Yes  | Yes  | Yes       | Yes   | Yes  | Yes         | Yes  |
| 29-05-2024    | 12 (Bookworm)   | 6.6.31         | 12.2.0 | 2.6.1     | 1.21.1.7 | Yes     | Yes  | Yes  | Yes       | Yes   | Yes  | Yes         | Yes  |
| Data Rilascio | Versione Debian | Linux (kernel) | GCC    | APT       | Server X | Pi 1/1+ | Pi 2 | Pi 3 | Pi Zero W | Pi 3+ | Pi 4 | Pi Zero 2 W | Pi 5 |